# Deutsche Ingenieur-Burschenschaft
Die Deutsche Ingenieur-Burschenschaft (DIB) (ab 1990: Deutsche Hochschul-Burschenschaft (DHB)) war ein von 1964 bis 1999 bestehender Korporationsverband für studentische Burschenschaften an deutschen Ingenieurschulen (spätere Fachhochschulen), aber auch offen für Burschenschaften an Hochschulen und Universitäten.

## Gründung
Die Deutsche Ingenieur-Burschenschaft (DIB) wurde am 1. Mai 1964 in Coburg von gleichgesinnten Burschenschaften unter Rückbezug auf die Urburschenschaft und durch Unterstützung der Deutschen Burschenschaft gegründet. Die Proklamation erfolgte vor der historischen Reithalle am Marstall in Coburg.
Gründungsburschenschaften waren:
- Alte Brünner Burschenschaft Suevia zu Coburg und Regensburg
- Freie Burschenschaft Cimbria Lage
- Friedberger Burschenschaft Alemannia
- Burschenschaft Germania Regensburg
- Burschenschaft Ascania Friedberg

Die Farben der Deutschen Ingenieur-Burschenschaft waren Schwarz-Rot-Gold; Band: Schwarz-Weinrot mit beidseitigem goldenen Vorstoß. Der Wahlspruch lautete: Ehre Freiheit-Vaterland.
1959 beschlossen Burschenschaften an den Höheren Technischen Lehranstalten Österreichs, zusammen mit befreundeten Burschenschaften an den Ingenieurschulen der Bundesrepublik Deutschland, einen burschenschaftlichen Dachverband für Österreich und Deutschland mit dem Namen „Salzburger Delegierten-Convent Deutscher Ingenieur-Burschenschaften“ aufzubauen. Im Hinblick auf die Bestimmung des Gesetzes zum Schutze des Ingenieurtitels wurde letztlich jedoch von der geplanten Namensgebung Abstand genommen und von den österreichischen Burschenschaften der Salzburger Delegierten-Convent (SDC) gegründet sowie dessen Wirkungskreis auf Österreich beschränkt. Einige der beteiligten deutschen Burschenschaften engagierten sich daraufhin bei der Gründung eines selbständigen Verbandes für Burschenschaften an den Ingenieurschulen in Deutschland. Aus dieser Initiative entstand 1964 die Deutsche Ingenieur-Burschenschaft.
In dem Aufruf zur Gründung der DIB heißt es (Auszug): „…Mit Bedauern ist festzustellen, dass es bis heute an den Ingenieurschulen zu keinem spezifisch burschenschaftlichen Verband gekommen ist… So ist es wohl an der Zeit, dass an den Ingenieurschulen die DIB entsteht und hier eine burschenschaftliche Arbeit entfaltet…“
1966 hatten die Mitgliedsburschenschaften 110 studentische Mitglieder und 603 Alte Herren.

## Entwicklung, Umbenennung und Auflösung
1967 schloss die Deutsche Ingenieur-Burschenschaft mit dem Salzburger Delegierten-Convent und 1972 mit der Deutschen Burschenschaft (DB) ein Arbeits- und Freundschaftsabkommen. 1977 beschloss die Deutsche Burschenschaft, den Burschenschaften der Deutschen Ingenieur-Burschenschaft ein Sitz- und Rederecht auf den Burschentagen der Deutsche Burschenschaft zu gewähren.
Die Deutsche Ingenieur-Burschenschaft/Deutsche Hochschul-Burschenschaft war Mitglied im Convent Deutscher Akademikerverbände (CDA) und im Convent Deutscher Korporationsverbände (CDK) und Teilnehmer an den diversen verbandsübergreifenden CDA/CDK-Veranstaltungen. Die Alten Herren waren im Bund Alter Ingenieur-Burschenschafter  (BAIB) zusammengeschlossen. Veröffentlichungen des Verbandes erfolgten in den Burschenschaftlichen Blättern.
Ende der 1980er Jahre gehörten der Deutschen Ingenieur-Burschenschaft zehn Burschenschaften an acht Hochschulorten in der Bundesrepublik Deutschland mit insgesamt etwa 900 Mitgliedern (aktive Studenten und Alte Herren) an.
Anfang der 1970er Jahre wurden in der Bundesrepublik Deutschland die Ingenieurschulen in Fachhochschulen geändert. Da nun nicht mehr nur Studenten der Ingenieurwissenschaften den Mitgliedsburschenschaften angehörten, wurde, nach langer, kontroverser Diskussion, am 29. Mai 1988 auf dem Burschentag in Landau (Pfalz) eine Umbenennung des Verbandes in Deutsche Hochschul-Burschenschaft (DHB) beschlossen. Die offizielle Namensänderung sollte ursprünglich 1989 anlässlich des 25-jährigen Verbandsjubiläums auf dem Burschentag in Coburg erfolgen. Aufgrund einer erneuten internen Debatte trat die Namensänderung jedoch erst zum Burschentag 1990 in Lemgo endgültig in Kraft.
In der anhaltenden internen Diskussion ging es nicht nur um die rein formale Umbenennung des Verbandes. Vielmehr gab es unterschiedliche Auffassungen hinsichtlich der, durch die Hochschulreformen begründeten, langfristigen Ausrichtung. Während ein Teil der Mitgliedsbünde in die Deutsche Burschenschaft wechselte oder mittelfristig eine Aufnahme in die Deutsche Burschenschaft anstrebte, gab es auch Vorschläge und Ideen, die Deutsche Hochschul-Burschenschaft als parallelen burschenschaftlichen Verband fachhochschulübergreifend auszubauen.
Mit einem Burschentagsbeschluss im Jahre 1998 öffnete sich die Deutsche Burschenschaft gegenüber Studenten und Burschenschaften an Fachhochschulen und die verbliebenen Mitgliedsbünde der Deutschen Hochschul-Burschenschaft wechselten 1999 in die Deutsche Burschenschaft. Die Deutsche Hochschul-Burschenschaft löste sich daraufhin am 29. Mai 1999 auf dem Burschentag in Eisenach selbst auf.

## Ehemalige Mitgliedsburschenschaften der DIB/DHB
|  |
|  |
|  |
|  |
|  |

|  |
|  |
|  |
|  |
|  |

|  |
|  |
|  |
|  |
|  |

|  |
|  |
|  |
|  |
|  |

|  |
|  |
|  |
|  |
|  |

|  |
|  |
|  |
|  |
|  |

|  |
|  |
|  |
|  |
|  |

|  |
|  |
|  |
|  |
|  |

|  |
|  |
|  |
|  |
|  |

|  |
|  |
|  |
|  |
|  |

|  |
|  |
|  |
|  |
|  |

|  |
|  |
|  |
|  |
|  |

|  |
|  |
|  |
|  |
|  |

|  |
|  |
|  |
|  |
|  |

|  |
|  |
|  |
|  |
|  |

|  |
|  |
|  |
|  |
|  |